# Městská památková rezervace
Městská památková rezervace (MPR) je typ památkové rezervace v Česku, památkově chráněné území tvořené obvykle vybranou částí historického jádra města s dochovanými budovami (nebo jejich soubory) a městskou infrastrukturou (kašnami, sochami apod.) bez výrazněji rušivých stavebních zásahů z nové doby, jež je proto na základě podrobného uměleckohistorického průzkumu vhodné chránit. Chráněny jsou nejen jednotlivé stavby, ale i historický půdorys, urbanistická struktura, panorama apod. Nižším stupněm ochrany je městská památková zóna.
Na území Československa byly po druhé světové válce prohlašovány na základě zákona č. 22/1958 Sb., o kulturních památkách, výnosem ministerstva školství a kultury. V České republice jsou vyhlašovány podle zákona č. 20/1987 Sb., o státní památkové péči, nařízením vlády.
V Česku se na konci roku 2022 nacházelo 39 městských památkových rezervací. Nejrozsáhlejší je Pražská památková rezervace, mezi největší patří i v Brně a Olomouci.